# 毛萼金屏连蕊茶
毛萼金屏连蕊茶（学名：Camellia tsingpienensis var. pubisepala）为山茶科山茶属屏边连蕊茶（Camellia tsingpienensis)的变种。分布于中国大陆的贵州、广西等地，目前尚未由人工引种栽培。